# Microregione di Unaí
Unaí è una microregione del Minas Gerais in Brasile, appartenente alla mesoregione di Noroeste de Minas.

## Comuni
È suddivisa in 9 comuni:
- Arinos
- Bonfinópolis de Minas
- Buritis
- Cabeceira Grande
- Dom Bosco
- Formoso
- Natalândia
- Unaí
- Uruana de Minas